# Джуді Блум
Джуді Суссман (англ. Judith Sussman), у шлюбі Блум (англ. Judy Blume; нар. 12 лютого 1938) — американська письменниця та феміністка.

## Біографія
Джуді Суссман народилася в сім'ї зубного лікаря і домогосподарки. У неї є брат Девід, п'ятьма роками старший. У 1956 році закінчила школу і вступила спочатку в Бостонський університет, а потім в Університет Нью-Йорка, де здобула вчительську освіту.
Блум почала писати, коли її діти пішли в дитячий садок. У 1969 році виходить її перша книга The One in the Middle Is the Green Kangaroo. Наступна декада була дуже успішною — Джуді Блум опублікувала ще 13 книг. Блум пише, в основному, для дітей та підлітків. Але з кінця 70-х письменниця почала працювати і в іншому жанрі — вона пише про смерть, і про те, як подолати втрати. Блум тричі була у шлюбі: з Джоном Блумом (народила двох синів), потім — з Томасом Кітченс. В даний час одружена з Джорджем Купером, виховують дочку Аманду.

## Українські переклади
- Ти тут, Боже? Це я, Маргарет / Джуді Блум ; пер. з англ. Марти Госовської. — Львів : Видавництво Старого Лева, 2020. — 208 с. — ISBN 978-617-679-818-7 [Архівовано 15 липня 2020 у Wayback Machine.].